# Bussento
Der Bussento  ist ein Fluss in Südwestitalien. Er verläuft zumeist im Nationalpark Cilento und Vallo di Diano. Die am Fluss liegenden Gemeinden haben sich zur Comunità Montana del Bussento zusammengeschlossen.

## Geografie
Die Quelle des Bussento liegt am La Raia del Pedale, einem 1.521 m hohen Berg in der Nähe von Rofrano in der Provinz Salerno (Kampanien). Im weiteren Verlauf fließt er zunächst in östlicher Richtung vorbei am nördlich gelegenen Sanza, um dann in südlicher Richtung  weiter zu fließen. Nördlich von Caselle in Pittari verschwindet er dann von der Oberfläche, um dann fünf Kilometer weiter südlich bei Morigerati wieder an die Oberfläche zu treten. Nach einem kurzen westlichen Verlauf fließt der Bussento schließlich in südlicher Richtung ins Mittelmeer, genauer gesagt ins Tyrrhenische Meer bei Policastro Bussentino.

## Hydrologie
Das Wasser des Bussento kommt hauptsächlich aus der Quelle und kleineren Zuläufen. 

## Fotogalerie

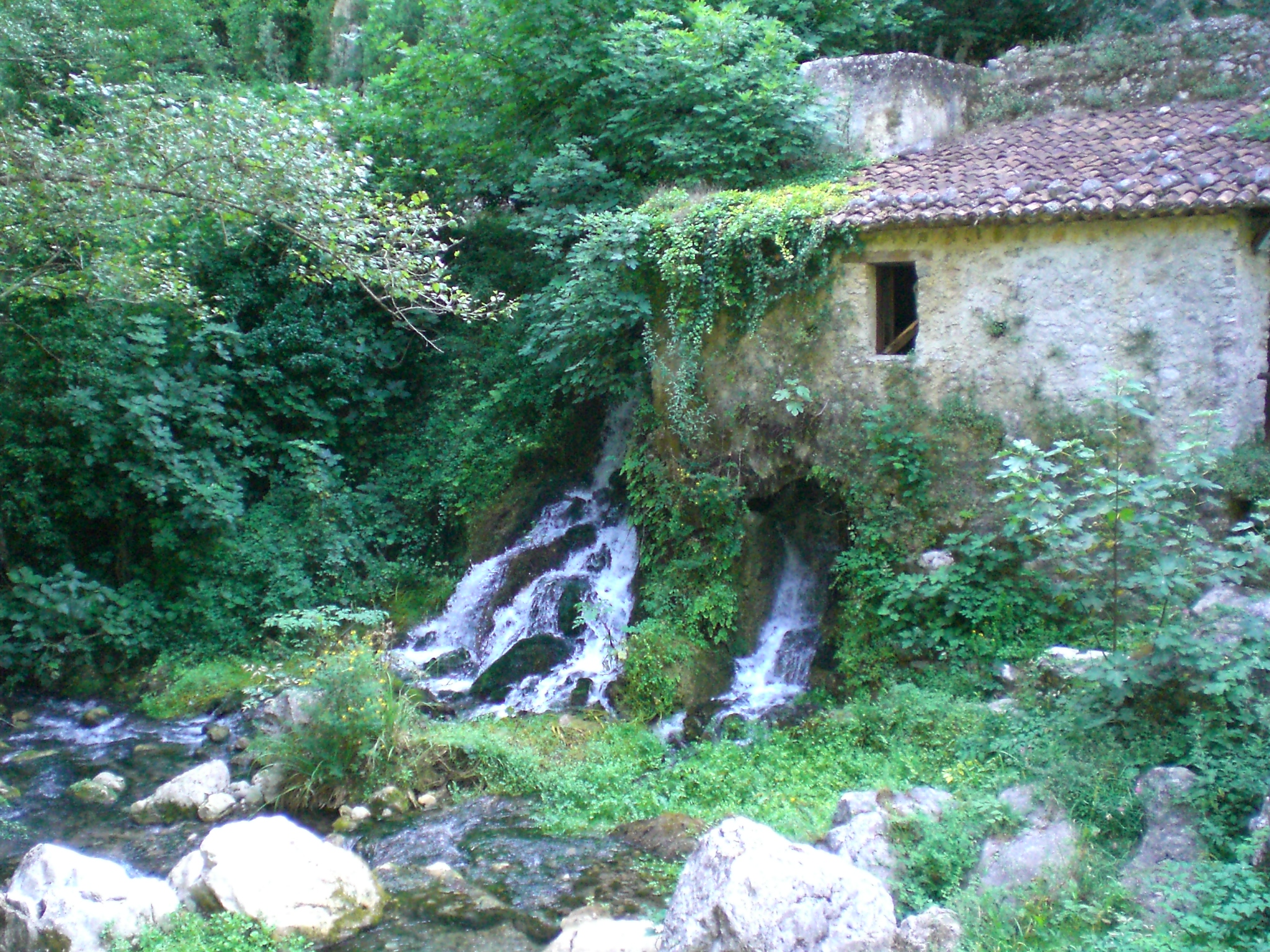
Mühle am Bussento
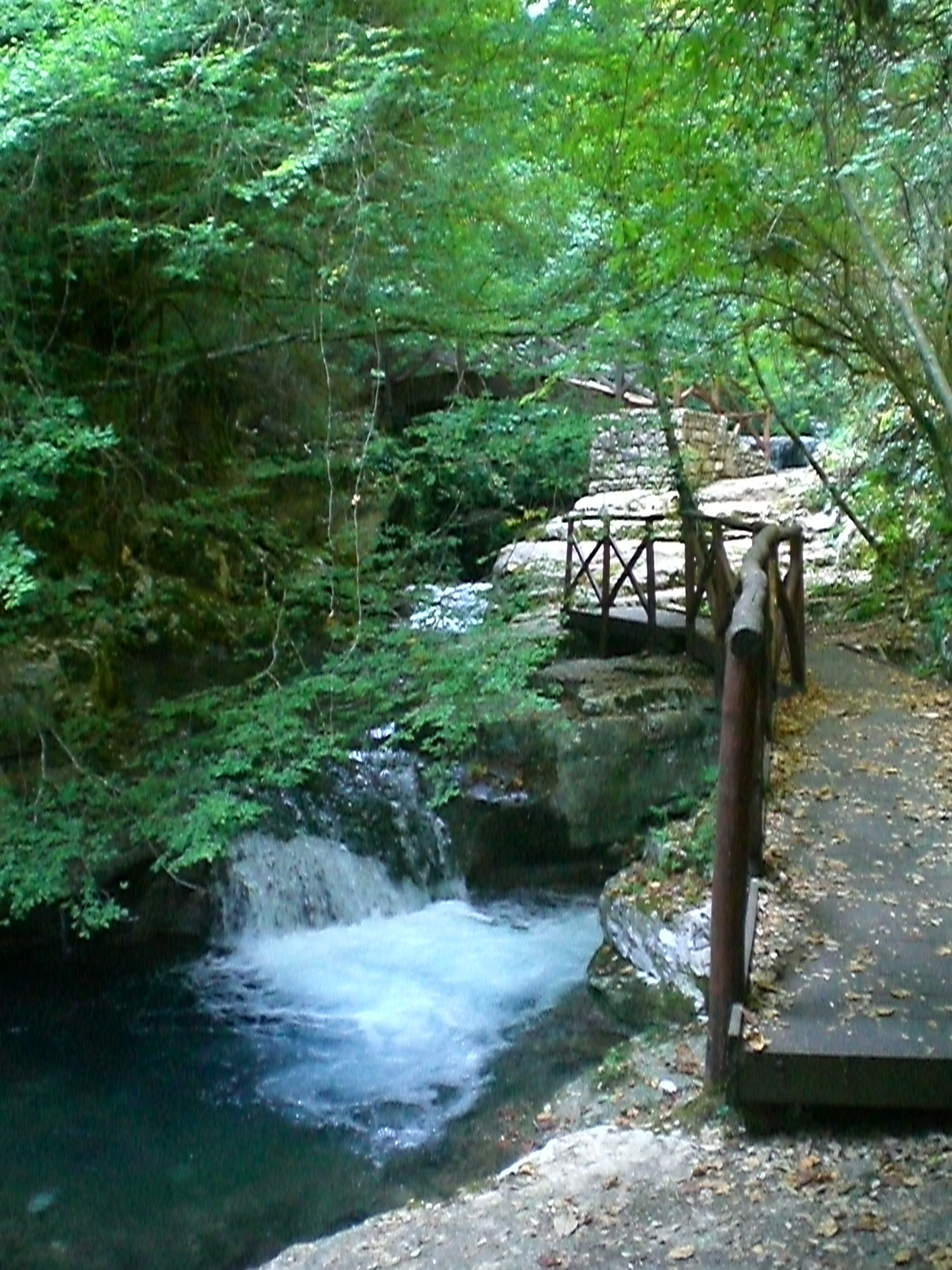
Wasserlauf